# Emma Frances Dawson
Emma Frances Dawson (ur. 1839, zm. 1926) – prozaiczka i poetka amerykańska. 

## Życiorys
Urodziła się najprawdopodobniej w 1839 (lub w 1838) w miejscowości Bangor w stanie Maine. Jej rodzicami byli przedsiębiorca kolejowy John S. Dawson i Salome Emerson, przypuszczalnie daleka krewna myśliciela i poety Ralpha Waldo Emersona, znana później jako Lola. Emma była jedynaczką. Rodzice przed 1861 się rozwiedli i ponownie założyli rodziny. Ojciec w spisach powszechnych z 1870 i 1880 figuruje z żoną Abby, którą mogła być Abigail Elizabeth Averill. Matka wyszła za mąż za młodszego o dziesięć lat Johna B. Cummingsa. W 1880 Lola Emerson zamieszkała wraz z córką na zachodnim wybrzeżu, z dala od stron rodzinnych. Według różnych źródeł była słabego zdrowia. Emma utrzymywała siebie i ją pisarstwem i nauką muzyki. Pisała opowiadania, wiersze i tłumaczyła z łaciny, greki, niemieckiego, hiszpańskiego i katalońskiego, jak również być może z perskiego. Pisarka zmarła 6 lutego 1926 w Palo Alto.

## Twórczość
W 1880 debiutowała opowiadaniem The Dramatic in My Destiny w czasopiśmie The Californian. W 1896 lub 1897 wydała zbiór opowiadań An Itinerant House, and Other Stories. Emmę Frances Dawson uważa się za protegowaną pisarza Ambrose’a Bierce’a, mimo że byli w mniej więcej tym samym wieku. Bierce napisał o niej She is head and shoulders above any writer on this coast with whose work I am acquainted. Z kolei po jej śmierci Helen Throop Purdy zauważyła: She possessed an imagination and a style that were rare, her tales often rivalling Poe’s in eeriness. Emma współpracowała z wieloma czasopismami, jak The Californian, The Argonaut, The News Letter, The Overland Monthly, Short Stories i The Wasp. W 1883 zajęła pierwsze miejsce w ogólnokrajowym konkursie za utwór Old Glory napisany w niezwykle skomplikowanej średniowiecznej formie chant royal. Napisała też Ballade of Liberty. Utwór ten jest przykładem klasycznej ballady francuskiej. Tomik zatytułowany Ballade of Liberty: and Other Patriotic Verses ukazał się w 1917. Jej utwory zostały wznowione w XXI wieku jako An Itinerant House, and Other Ghost Stories (2007) i The Collected Supernatural and Weird Fiction of Emma Frances Dawson (2009).